# Záchranný plán
Záchranný plán (ve francouzském originále Plan cœur) je francouzský televizní webový seriál, který vytvořili Noémie Saglio a Julien Teisseire podle námětu Chrise Langa. Seriál byl poprvé zveřejněn na Netflixu dne 7. prosince 2018. Hlavní role ztvárnili Zita Hanrot, Marc Ruchmann, Sabrina Ouazani a Joséphine Draï.
Druhá řada seriálu měla premiéru dne 11. října 2019. V srpnu 2020 byl vydán i speciální díl, pojednávající o postavách v karanténě během pandemie covidu-19. Třetí a zároveň poslední řada seriálu měla premiéru 1. ledna 2022 na Netflixu. 

## Synopse
Elsa se nedokáže přenést přes rozchod s Maxem, i když od něj uplynuly už dva roky. Její nejlepší kamarádky Charlotte a Émilie se proto rozhodnou najmout gigola, aby na svého bývalého přítele co nejrychleji zapomněla. Tato situace se ale samozřejmě neobejde bez komplikací.

## Obsazení

### Hlavní role
| Zita Hanrot           | Elsa „El“ Payette                                     |
| Sabrina Ouazani       | Charlotte „Cha“ Ben Smires, Antoinova sestra          |
| Joséphine Draï        | Émilie „Milou“ Châtaigne                              |
| Marc Ruchmann         | Julio „Jules“ Saldenha, gigolo                        |
| Syrus Shahidi         | Antoine Ben Smires, Charlottin bratr a Émiliin přítel |
| Tom Dingler           | Matthieu, kamarád Antoina a Maxima                    |
| Guillaume Labbé       | Maxime „Max“ Pauillac, Elsin bývalý přítel            |
| Yvan Naubron          | Roman, nejlepší kamarád Julia                         |
| Ludivine de Chastenet | Chantal, Elsina kolegyně z práce a kamarádka          |

### Vedlejší role
| Jean-Michel Martial | doktor Philippe Payette, Elsin otec (1. řada)   |
| Karina Testa        | Manon, Antoinova kolegyně (1. řada)             |
| Nanou Garcia        | Anita Saldenha, Julesova matka (1. řada)        |
| Anne Depétrini      | Valérie, Julesova pravidelná klientka (1. řada) |
| Alexia Barlier      | Gaïa, Maximova nová přítelkyně (1. řada)        |
| Stéphanie Murat     | Audrey Payett, Elsina matka (1. řada)           |
| Aude Legastelois    | Anaïs Payette, Elsina sestra (1. řada)          |
| Victor Meutelet     | Arthur, stážista (2. řada)                      |
| Aurélie Vérillon    | Rachel, Juliova producentka (2. řada)           |
| Féodor Atkine       | Piotr Kaminsky, nový šéf Elsy (2. řada)         |

## Seznam dílů

### První řada (2018)
| Č. v seriálu | Č. v řadě | Původní název  | Český název       | Režie           | Scénář                                                      | Premiéra na Netflixu |
| ------------ | --------- | -------------- | ----------------- | --------------- | ----------------------------------------------------------- | -------------------- |
| 1            | 1         | Plan secret    | Tajný plán        | Noémie Saglio   | Chris Lang, Noémie Saglio a Julien Teisseire                | 7. prosince 2018     |
| 2            | 2         | Plan boulette  | Skoulený plán     | Noémie Saglio   | Chris Lang, Noémie Saglio a Julien Teisseire                | 7. prosince 2018     |
| 3            | 3         | Plan cul       | Plán na zavolanou | Noémie Saglio   | Chris Lang, Noémie Saglio a Julien Teisseire                | 7. prosince 2018     |
| 4            | 4         | Plan love      | Plán: Láska       | Noémie Saglio   | Chris Lang, Noémie Saglio a Julien Teisseire                | 7. prosince 2018     |
| 5            | 5         | Plan teuf      | Plán: Oslava      | Renaud Bertrand | Chris Lang, Noémie Saglio, Julien Teisseire a Scott Weinger | 7. prosince 2018     |
| 6            | 6         | Plan pourri    | Hloupý plán       | Renaud Bertrand | Chris Lang, Noémie Saglio, Julien Teisseire a Scott Weinger | 7. prosince 2018     |
| 7            | 7         | Plan solo      | Sólo plán         | Renaud Bertrand | Chris Lang, Noémie Saglio, Julien Teisseire a Scott Weinger | 7. prosince 2018     |
| 8            | 8         | Plan de sortie | Únikový plán      | Renaud Bertrand | Chris Lang, Noémie Saglio, Julien Teisseire a Scott Weinger | 7. prosince 2018     |

### Druhá řada (2019)
| Č. v seriálu | Č. v řadě | Původní název   | Český název      | Režie                           | Scénář                                                                                           | Premiéra na Netflixu |
| ------------ | --------- | --------------- | ---------------- | ------------------------------- | ------------------------------------------------------------------------------------------------ | -------------------- |
| 9            | 1         | Plan retour     | Plán Návrat domů | Noémie Saglio a Renaud Bertrand | Noémie Saglio, Julien Teisseire a Joris Morio                                                    | 11. října 2019       |
| 10           | 2         | Plan lama       | Plán Lama        | Noémie Saglio a Renaud Bertrand | Julien Teisseire, Joris Morio a Noémie Saglio                                                    | 11. října 2019       |
| 11           | 3         | Plan de secours | Záložní plán     | Noémie Saglio a Renaud Bertrand | Julien Teisseire, Joris Morio, Noémie Saglio (spolupráce na scénáři: Yaël Langmann)              | 11. října 2019       |
| 12           | 4         | Plan drague     | Balící plán      | Noémie Saglio a Renaud Bertrand | Julien Teisseire, Joris Morio a Noémie Saglio                                                    | 11. října 2019       |
| 13           | 5         | Plan d'après    | Plán Co dál      | Noémie Saglio a Renaud Bertrand | Julien Teisseire, Joris Morio a Noémie Saglio (spolupráce na scénáři: Deborah Saiag a Mika Tard) | 11. října 2019       |
| 14           | 6         | Plan cœur       | Plán Láska       | Noémie Saglio a Renaud Bertrand | Noémie Saglio, Julien Teisseire a Joris Morio                                                    | 11. října 2019       |

### Speciální díl (2020)
Dne 24. srpna 2020 Netflix prostřednictvím tweetu oznámil zveřejnění speciálního dílu seriálu, jehož příběh se bude točit kolem karantény ve Francii během epidemie covidu-19. Na českém Netflixu se objevil v listopadu 2020 a byl přidán do druhé řady seriálu.
| Č. v seriálu | Č. v řadě | Původní název    | Český název     | Režie         | Scénář                           | Premiéra na Netflixu |
| ------------ | --------- | ---------------- | --------------- | ------------- | -------------------------------- | -------------------- |
| 15           | —         | Plan confiné.e.s | Karanténní plán | Noémie Saglio | Noémie Saglio a Julien Teisseire | 26. srpna 2020       |

### Třetí řada (2022)
| Č. v seriálu | Č. v řadě | Původní název | Český název           | Režie                            | Scénář                           | Premiéra na Netflixu |
| ------------ | --------- | ------------- | --------------------- | -------------------------------- | -------------------------------- | -------------------- |
| 16           | 1         | Faux plan     | Špatný plán           | Noémie Saglio                    | Noémie Saglio a Julien Teisseire | 1. ledna 2022        |
| 17           | 2         | War plan      | Válečný plán          | Noémie Saglio                    | Noémie Saglio a Julien Teisseire | 1. ledna 2022        |
| 18           | 3         | En plan       | Plán: Rozchod         | Noémie Saglio                    | Noémie Saglio a Julien Teisseire | 1. ledna 2022        |
| 19           | 4         | Pire plan     | Nejhorší plán         | Noémie Saglio                    | Noémie Saglio a Julien Teisseire | 1. ledna 2022        |
| 20           | 5         | Sororiplan    | Plán vzájemné podpory | Noémie Saglio                    | Noémie Saglio a Julien Teisseire | 1. ledna 2022        |
| 21           | 6         | Dernier plan  | Závěrečný plán        | Noémie Saglio a Julien Teisseire | Noémie Saglio a Julien Teisseire | 1. ledna 2022        |